# 吉川徹 (実業家)
吉川 徹（よしかわ とおる、1985年10月24日 - ）は、日本の実業家。マイベスト創業者、エンジェル投資家、一般財団法人吉川徹財団理事。

## 経歴
- 2008年　慶應義塾大学経済学部卒業[1]
- 2008年　大和証券SMBC株式会社に入社[2]
- 2014年　株式会社カカクコム新規事業責任者を務める[3]
- 2016年　株式会社マイベストを創業、同社代表取締役就任[4]
- 2020年　マイベストがZホールディングス株式会社（現 LINEヤフー株式会社）と資本業務提携を締結[5]
- 2022年　一般社団法人吉川徹財団を設立

## 人物
メルカリCFOだった小泉文明に憧れ出身の大和証券SMBCに入社、小泉と同じ公開引受部門に配属され企業の上場引き受け業務を経験したのち、金銭的成功よりも事業を興すことを志すようになる。その後カカクコムの新規事業担当を経て、マイベストを創業した。
マイベストは、日用品から家電・コスメ・金融サービスまで年間で855ジャンル、1万8,078点の商品やサービスを自社手配して比較検証し発信しているが、創業当初は吉川本人が1人で検証を行っていた。創業前に激務が続き育毛シャンプーを探していた時に、ネット検索で信頼できる情報にたどり着くことの難しさや、商品情報誌の最新性に疑問を感じ、「選択」に特化した世界に通用するネットサービスを作ろうとしたことが、創業のきっかけとなっている。その後マイベストには、商品レビュー誌「MONOQLO」「家電批評」の編集長であった浅沼伊織、経済学者の坂井豊貴、消費者庁出身の弁護士染谷隆明らが参画または協力している。
また、マイベスト代表と並行して投資家としてもスタートアップ支援を行っており、2024年5月にはプロバスケットボールチームのアルティーリ千葉にも出資している。一方で、IT人材の育成寄与を目的とした一般財団法人吉川徹財団を設立、代表理事を務めている。